# Conquesta normanda d'Anglaterra
La conquesta normanda d'Anglaterra va ser la invasió i ocupació d'Anglaterra al segle xi per un exèrcit format per normands, bretons, flamencs i francesos liderat pel duc Guillem II de Normandia, qui després seria conegut com Guillem el Conqueridor.
Guillem reclamava el tron anglès emparant-se en el seu parentiu amb el rei anglosaxó Eduard el Confessor, que no tenia descendència, circumstància que va encoratjar les esperances del normand d'aconseguir la seva entronització. Eduard va morir el gener de 1066 i li va succeir el seu cunyat Harold Godwinson. El rei Harald III de Noruega va envair el nord d'Anglaterra al setembre de 1066 i va aconseguir una victòria a la batalla de Fulford, però va ser derrotat per Harold a la batalla de Stamford Bridge el 25 de setembre d'aquell any. Guillem ja havia desembarcat al sud d'Anglaterra i Harold va marxar ràpidament cap allà per fer-hi front, encara que deixant gran part del seu exèrcit al nord. El 14 d'octubre de 1066 ambdós exèrcits es van enfrontar a la batalla de Hastings, que es va saldar amb la victòria de Guillem i la mort en combat d'Harold.
Tot i que Guillerm va eliminar el seu principal rival, va haver d'enfrontar-se a nombroses rebel·lions els anys següents, per la qual cosa fins al 1072 no va poder refermar-se al tron. Les terres dels aristòcrates anglesos que es van resistir van ser confiscades, mentre que alguns van marxar a l'exili. Per tal de controlar el regne, Guillem va lliurar terres als seus serfs i va construir fortaleses i castells per tot el país. Els conqueridors van introduir canvis en la cort i el govern, la llengua francesa i van remodelar la composició de les classes altes, ja que Guillermo va convertir en feus les terres per imposar la seva autoritat. Altres canvis van afectar les classes agrícoles i la vida rural, on el major impacte sembla que es va produir per l'eliminació formal de l'esclavitud, cosa que va poder tenir relació o no amb la invasió. Hi va haver petites alteracions en l'estructura de govern, ja que els normands van assumir moltes de les formes de l'anterior administració anglosaxona.

## Antecedents
Eduard morí el 5 de gener del 1066 sense deixar un hereu clar. Diversos pretendents reclamaren el seu tron. El seu successor immediat fou el comte de Wessex, Harold Godwinson, l'aristòcrata més ric i poderós d'Anglaterra, fill de Godwin, el primer adversari d'Eduard. Fou elegit rei pel Witenagemot i coronat amb tota probabilitat per Ealdred, l'arquebisbe de York, tot i que els normands feren córrer el rumor que era Stigand, l'arquebisbe de Canterbury elegit de forma no canònica, qui havia oficiat en la cerimònia. El nou monarca es veia amenaçat per dos poderosos governants veïns: el duc Guillem afirmava que Eduard li havia promès el tron i que Harold havia jurat respectar aquesta decisió, mentre que el rei de Noruega, Harald Hardrada, reivindicava els seus drets, que emanaven d'un pacte entre el seu predecessor, Magnus el Bo, i un anterior rei d'Anglaterra, Harthacnut, segons el qual, si un dels dos moria sense hereu, l'altre heretaria Anglaterra i Noruega.
Tant Guillem com Hardrada començaren a reunir tropes i naus per envair Anglaterra, cadascun per la seva banda.

## Batalla de Fulford

Campanya de la conquesta normanda d'Anglaterra

A principis del 1066, el germà exiliat d'Harold, Tostig Godwinson, feu una incursió al sud-est d'Anglaterra amb una flota reclutada a Flandes i posteriorment reforçada per naus de les Orcades. Amenaçat per la flota d'Harold, Tostig posà rumb al nord i saquejà poblacions de l'Ànglia de l'Est i Lincolnshire. Els germans Edwin de Mèrcia i Morcar de Northúmbria el feren tornar a les seves naus. Abandonat per la majoria dels seus seguidors, fugí a Escòcia a mitjans d'any. A principis de setembre, Hardrada envaí el nord d'Anglaterra al capdavant d'un estol de més de 300 vaixells que potser transportaven 15.000 homes. L'exèrcit de Hardrada va augmentar encara més per les forces de Tostig, que van donar suport a l'oferta del rei noruec pel tron. Avançant cap a York, els noruecs van ocupar la ciutat després de derrotar un exèrcit anglès del nord sota la direcció d'Edwin i Morcar el 20 de setembre a la batalla de Fulford, a pocs quilòmetres al sud de York

## Batalla de Stamford Bridge

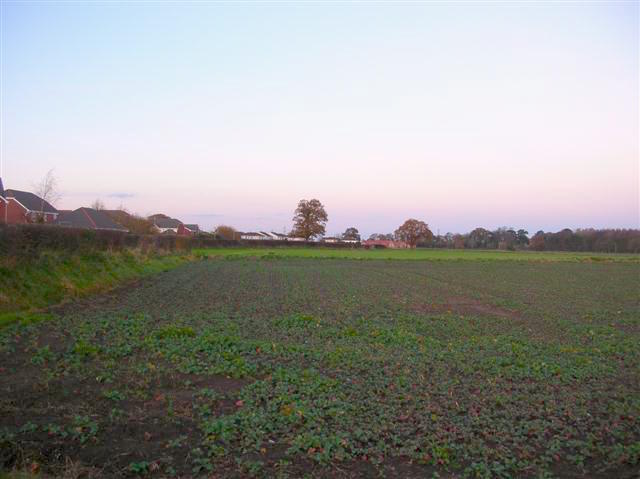
El camp de batalla de Stamford Bridge

L'exèrcit anglès es va organitzar seguint les línies regionals, amb el fyrd o lleva local, servint sota un magnat local, ja fos comte, bisbe o sheriff. En el seu conjunt, Anglaterra podia subministrar uns 14.000 homes per a la guerra, quan se'ls convocava. El fyrd solia prestar servei durant dos mesos, excepte en casos d'emergència. Era estrany que es dugués a terme tot el  fyrd nacional; entre el 1046 i el 1065 només es va fer tres vegades, el 1051, 1052 i 1065. El rei també tenia un grup personal d'homes d'armes, coneguts com huscarls, que formaven la columna vertebral de les forces reials. Alguns comtes també tenien les seves pròpies forces de camarilles. Els Thegns, les elits terratinents locals, lluitaven amb els homes de casa reials o s'unien a les forces d'un comte o d'un altre magnat. Tant els fyrd i els huscarls lluitaven a peu, sent la principal diferència entre ells la millor armadura dels huscarls. Sembla que l'exèrcit anglès no tenia un nombre important d'arquers.
Harold havia passat mitjans de 1066 a la costa sud amb un gran exèrcit i una flota esperant que Guillem els envaís. La major part de les seves forces eren milícies que necessitaven collir les seves collites, de manera que el 8 de setembre Harold donà permís a la milícia i la flota per tornar a casa. En assabentar-se de la invasió noruega, es va dirigir cap al nord, reunint forces mentre anava, i va prendre als noruecs per sorpresa, derrotant-los a la batalla de Stamford Bridge el 25 de setembre. Harald Hardrada i Tostig van morir, i els noruecs van patir pèrdues tan grans que només calgueren 24 dels 300 vaixells originals per endur-se els supervivents. La victòria anglesa va costar molt, ja que l'exèrcit d'Harold va quedar en un estat maltractat i debilitat, i molt lluny del sud.

## El desembarcament
Després de derrotar el seu germà Tostig i Harald Hardrada al nord, Harold va deixar gran part de les seves forces al nord, inclosos Morcar i Edwin, i va marxar la resta del seu exèrcit cap al sud per fer front a l'amenaçada invasió normanda. L'exèrcit d'Harold tornava de la batalla de Stamford Bridge esgotat. Un terç dels seus homes havia mort a la batalla i un altre terç va quedar endarrerir-se per no poder seguir el pas, i Harold va afegir al seu exèrcit amb el fyrd, que no eren soldats completament entrenats, augmentant l'exèrcit fins a uns 7.000 homes, ments dels que havien quedat al camí cap a Hastings. No és clar quan Harold es va assabentar del desembarcament de Guillem, però probablement va ser mentre viatjava cap al sud. Harold es va aturar a Londres i va estar allà aproximadament una setmana abans de Hastings, de manera que és probable que passés aproximadament una setmana en la seva marxa cap al sud, amb una mitjana aproximada de 43 km al dia, durant aproximadament 320 km. Certs autors sostenen que si Harold hagués cridat a la batalla a la milícia londinenca, The Furth, hauria guanyat el combat sense problemes, però el cas és que el saxó no ho va fer. És probable que la falta de temps i les presses per bloquejar el pas a Guillem l'impulsessin a marxar a la batalla sense la demora que suposaria esperar que els londinencs acudissin a la seva crida i s'armessin. D'altra banda, acabava d'aixafar sense problemes la revolta dels comtes Edwin de Mèrcia i Morcar de Northúmbria a la batalla de Gate Fulford, a pocs quilòmetres al sud de York (Anglaterra), amb el suport a més per una invasió noruega; tot això únicament amb els homes que, en aquest moment, estaven sota el seu comandament. És probable que no cregués necessari cridar a més soldats, perquè si el seu exèrcit havia vençut a la batalla de Stamford Bridge a Harald Hardrade i Tostig Godwinson junts, era d'esperar que també aconseguiria la victòria sobre Guillem. Harold va acampar a Caldbec Hill la nit del 13 d'octubre, a prop del que es va descriure com un "pom-roar". Aquesta ubicació es trobava a uns 13 km del castell de Guillem a Hastings. Alguns dels primers comptes francesos contemporanis esmenten un o més emissaris enviats per Harold a Guillem, cosa que és probable. D'aquests esforços no en va sortir res.
Tot i que Harold va intentar sorprendre els normands, els exploradors de Guillem van informar de l'arribada anglesa al duc. Els fets exactes anteriors a la batalla són obscurs, amb relacions contradictòries a les fonts, però tots coincideixen que Guillem va dirigir el seu exèrcit des del seu castell i va avançar cap a l'enemic. Harold havia pres una posició defensiva al cim del Senlac Hill (actual Battle, East Sussex), a uns 9,7 km del castell de Guillem a Hastings.

## La Batalla de Hastings
L'encontre entre els dos exèrcits va tenir lloc a Hastings el 14 d'octubre, en aquesta batalla Harold trobà la mort i l'exèrcit anglosaxó s'enfonsà i el duc de Normandia ja no tingué rival pel tron d'Anglaterra. Després de la batalla de Hastings Guillem el conqueridor es dirigí a Londres i trobà forta resistència a Southwark aleshores s'ajuntà amb altres tropes normandes a Pilgrims' Way prop de Dorking al comtat de Surrey. Rebé la submissió de l'Arquebisbe de Canterbury i finalment es proclamà rei d'Anglaterra el 25 de desembre de 1066 a l'Abadia de Westminster.
L'endemà de la batalla, el cos d'Harold va ser identificat, ja sigui per la seva armadura o per marques al seu cos. El seu estendard personal va ser presentat a Guillem, i posteriorment enviada al papat. Els cossos dels morts anglesos, inclosos alguns dels germans i camarades d'Harold, van ser deixats al camp de batalla, encara que alguns van ser retirats per familiars més tard. Els morts normands van ser enterrats en una gran fossa comunal que encara no s'ha trobat, i és possible que el lloc de la tomba es trobés on ara hi ha l'Abadia de Battle. Es desconeixen les xifres exactes de víctimes. Dels anglesos que es coneix van ser a la batalla, el nombre de morts implica que la taxa de mortalitat va ser aproximadament del 50% dels compromesos, tot i que pot ser massa elevada. Dels normands anomenats que van lluitar a Hastings, es diu que un de cada set va morir, però tots eren nobles, i és probable que la taxa de mortalitat dels soldats comuns fos més alta. Tot i que les xifres d'Ordic Vitalis, que afirma que hi va haver 15.000 baixes de cada 60.000 que van lluitar del costat de Guillem a la batalla són molt exagerades la seva proporció d'una de cada quatre baixes pot ser exacta. Marren especula que potser 2.000 normands i 4.000 anglesos van morir a Hastings. Els informes indiquen que alguns dels morts anglesos encara es trobaven al turó anys més tard. Tot i que els estudiosos van pensar durant molt de temps que les restes no serien recuperables, a causa del sòl àcid, les troballes recents han canviat aquesta visió. Un esquelet que es va trobar en un cementiri medieval i que originalment es creia que estava associat a la batalla de Lewes del segle xiii, ara es creu que està associat a Hastings.